# Tunnbindare
Tunnbindare är en hantverkare som tillverkar trätunnor och andra laggkärl. Denna typ av kärl var länge väsentliga för både handel och hushåll, då man inte hade andra typer av förvaringsmöjligheter för föremål och livsmedel. 
Andra namn för tunnbindare var laggare, spilare,
bödkare, böckare, byckare (jämför danska: bødker) eller kypare (jämför tyska: Küfer och engelska: cooper, båda med betydelsen tunnbindare).
Vid medeltidens slut användes tunnor uteslutande eller företrädesvis vid transport av vin och öl, olja och honung, smör, ister och salt, även av färger, aska, beck, tjära samt fisk. Bara i Hamburg sysselsatte tunnbinderiet på 1400-talet cirka 200 självständiga yrkesutövare.

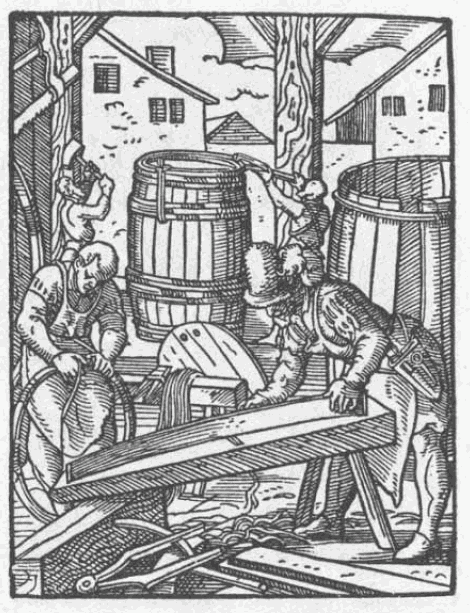
Tunnbindning 1568
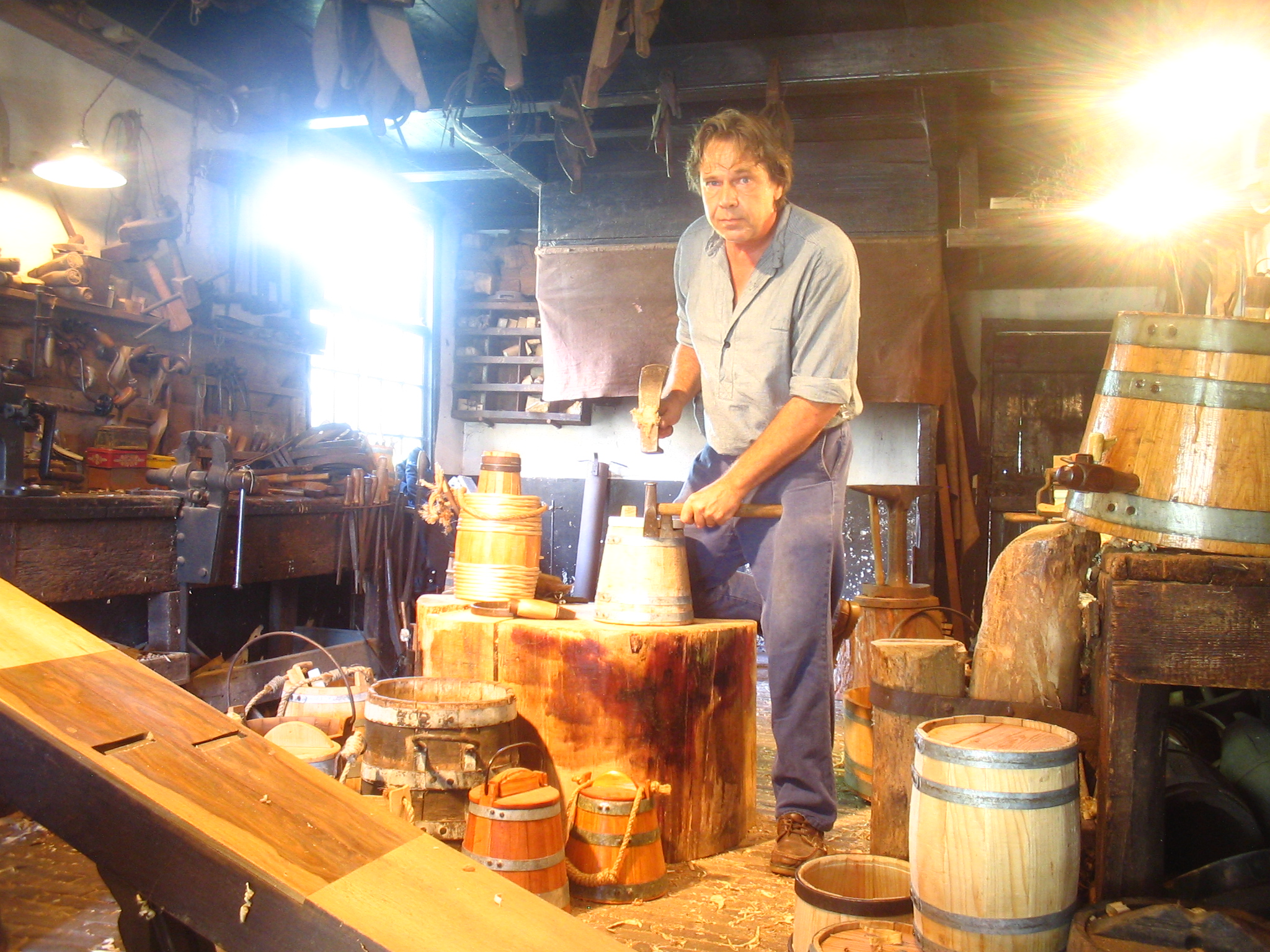
Tunnbindning
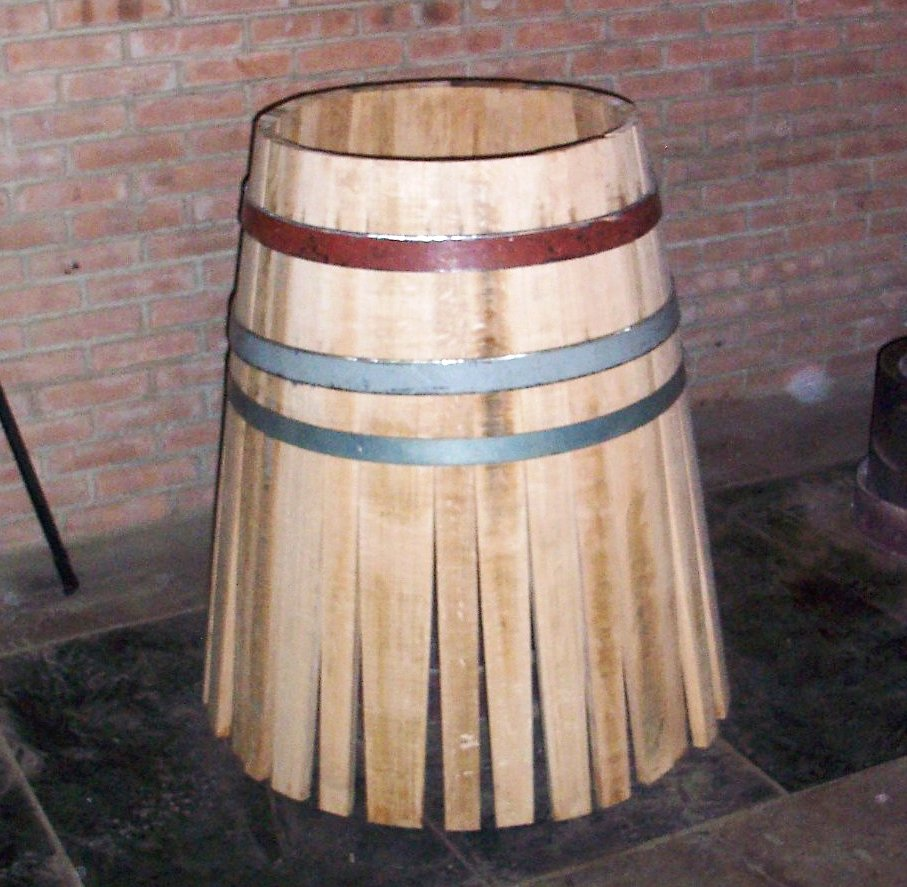
Tillverkning av tunna
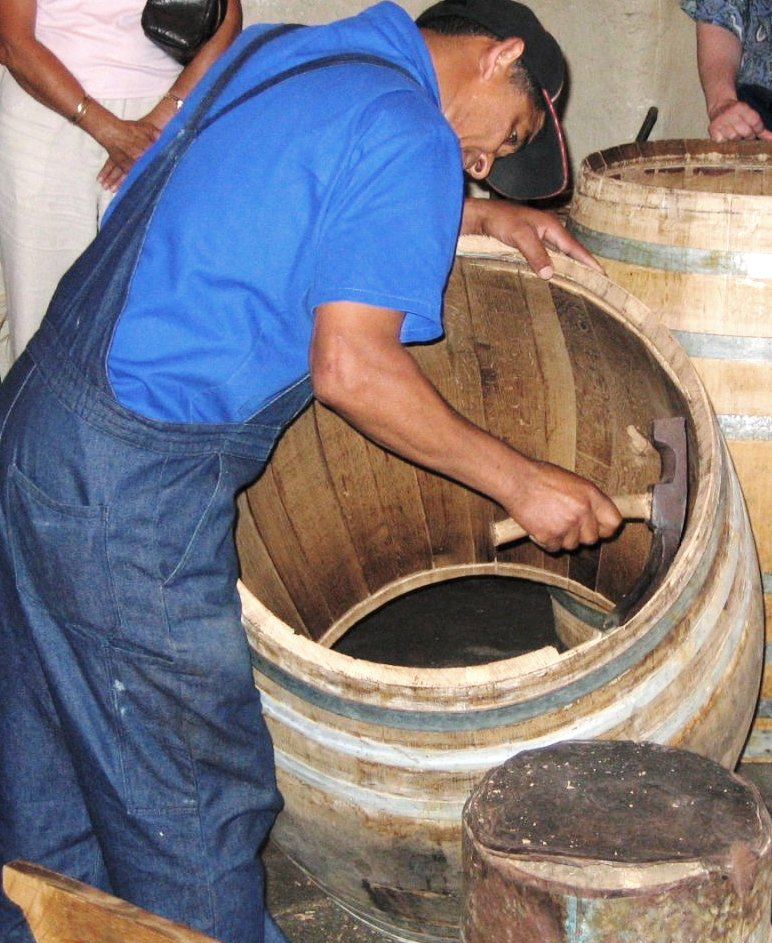
Tunnbindare hugger insidan jämn på en nästan färdig tunna